# 叶南格斯克农村居民点
叶南格斯克农村居民点（俄语：Сельское поселение Енангское）是俄罗斯联邦沃洛格达州基奇缅加镇区所属的一个农村居民点。其下辖有122个居民点，行政中心为下叶南格斯克。据2015年统计，该农村居民点的人口为1860人。